# Liên hệ lặp lại
Trong toán học, một mối liên hệ lặp lại hoặc quan hệ lặp lại là một phương trình xác định đệ quy một chuỗi hoặc các giá trị đa chiều, một khi một hoặc nhiều giá trị ban đầu được đưa ra: mỗi giá trị tiếp theo của chuỗi hoặc mảng được định nghĩa là một hàm của các giá trị trước.
Thuật ngữ phương trình lặp lại đôi khi (và cho các mục đích của bài viết này) đề cập đến một loại quan hệ/liên hệ lặp lại cụ thể. Tuy nhiên, "phương trình sai phân" thường được sử dụng để chỉ bất kỳ mối quan hệ lặp lại nào.

## Ví dụ

### Dãy số Fibonacci
Sự lặp lại được thỏa mãn bởi các số Fibonacci là nguyên mẫu của mối quan hệ lặp lại tuyến tính đồng nhất với các hệ số không đổi (xem bên dưới). Chuỗi Fibonacci được xác định bằng cách sử dụng lặp lại
{\displaystyle F_{n}=F_{n-1}+F_{n-2}}
với các điều kiện ban đầu (giá trị hạt giống)
{\displaystyle F_{0}=0}
{\displaystyle F_{1}=1.}
Rõ ràng, sự lặp lại tạo ra các các phương trình
{\displaystyle F_{2}=F_{1}+F_{0}}
{\displaystyle F_{3}=F_{2}+F_{1}}
{\displaystyle F_{4}=F_{3}+F_{2}}
v.v.
Chúng ta có được chuỗi số Fibonacci, bắt đầu với
0, 1, 1, 2, 3, 5, 8, 13, 21, 34, 55, 89,...
Sự lặp lại có thể được giải quyết bằng các phương pháp được mô tả dưới đây mang lại công thức của Binet, bao gồm quyền hạn của hai gốc của đa thức đặc trưng t2 = t + 1; hàm tạo của chuỗi là hàm hữu tỷ
{\displaystyle {\frac {t}{1-t-t^{2}}}.}

## Ứng dụng

### Sinh học
Một số phương trình khác biệt được biết đến nhiều nhất có nguồn gốc từ nỗ lực mô hình hóa động lực học dân số. Ví dụ, các số Fibonacci đã từng được sử dụng như một mô hình cho sự tăng trưởng của quần thể thỏ.
Ánh xạ logistic được sử dụng trực tiếp để mô hình hóa tăng trưởng dân số, hoặc là điểm khởi đầu cho các mô hình động lực dân số chi tiết hơn. Trong bối cảnh này, các phương trình khác biệt kết hợp thường được sử dụng để mô hình hóa sự tương tác của hai hoặc nhiều quần thể. Ví dụ, mô hình Nicholson-Bailey cho tương tác ký sinh trùng ký chủ được đưa ra bởi
{\displaystyle N_{t+1}=\lambda N_{t}e^{-aP_{t}}}
{\displaystyle P_{t+1}=N_{t}(1-e^{-aP_{t}}),}
với Nt đại diện cho vật chủ và Pt ký sinh trùng, tại thời điểm t.
Phương trình tích phân là một dạng quan hệ lặp lại quan trọng đối với hệ sinh thái không gian. Những phương trình này và các phương trình khác biệt đặc biệt phù hợp để mô hình hóa các quần thể univoltine.

## Sách tham khảo
- Batchelder, Paul M. (1967). An introduction to linear difference equations. Dover Publications.
- Miller, Kenneth S. (1968). Linear difference equations. W. A. Benjamin.
- Fillmore, Jay P.; Marx, Morris L. (1968). "Linear recursive sequences". SIAM Rev. Quyển 10 số 3. tr. 324–353. JSTOR 2027658.
- Brousseau, Alfred (1971). Linear Recursion and Fibonacci Sequences. Fibonacci Association.
- Thomas H. Cormen, Charles E. Leiserson, Ronald L. Rivest, and Clifford Stein. Introduction to Algorithms, Second Edition. MIT Press and McGraw-Hill, 1990. ISBN 0-262-03293-7. Chapter 4: Recurrences, pp. 62–90.
- Graham, Ronald L.; Knuth, Donald E.; Patashnik, Oren (1994). Concrete Mathematics: A Foundation for Computer Science (ấn bản thứ 2). Addison-Welsey. ISBN 0-201-55802-5.
- Enders, Walter (2010). Applied Econometric Times Series (ấn bản thứ 3). Bản gốc lưu trữ ngày 10 tháng 11 năm 2014. Truy cập ngày 13 tháng 12 năm 2018. {{Chú thích sách}}: Đã định rõ hơn một tham số trong |archivedate= và |archive-date= (trợ giúp); Đã định rõ hơn một tham số trong |archiveurl= và |archive-url= (trợ giúp)
- Cull, Paul; Flahive, Mary; Robson, Robbie (2005). Difference Equations: From Rabbits to Chaos. Springer. ISBN 0-387-23234-6. chapter 7.
- Jacques, Ian (2006). Mathematics for Economics and Business . Prentice Hall. tr. 551–568. ISBN 0-273-70195-9. Chapter 9.1: Difference Equations.
- Minh, Tang; Van To, Tan (2006). "Using generating functions to solve linear inhomogeneous recurrence equations" (PDF). Proc. Int. Conf. Simulation, Modelling and Optimization, SMO'06. tr. 399–404. Bản gốc (PDF) lưu trữ ngày 4 tháng 3 năm 2016. Truy cập ngày 13 tháng 12 năm 2018.
- Polyanin, Andrei D. "Difference and Functional Equations: Exact Solutions". at EqWorld - The World of Mathematical Equations.
- Polyanin, Andrei D. "Difference and Functional Equations: Methods". at EqWorld - The World of Mathematical Equations.
- Wang, Xiang-Sheng; Wong, Roderick (2012). "Asymptotics of orthogonal polynomials via recurrence relations". Anal. Appl. Quyển 10 số 2. tr. 215–235. arXiv:1101.4371. doi:10.1142/S0219530512500108.